# Museo Comunitario San Miguel Teotongo
El Museo Comunitario San Miguel Teotongo es un museo comunitario ubicado en la colonia San Miguel Teotongo, en la Alcaldía Iztapalapa, Ciudad de México.

## Historia del Museo
La colonia San Miguel Teotongo está ubicada en Iztapalapa y constituye una de las 47 colonias de la zona Denominada Sierra de Santa Catarina. En 1991 se lleva a cabo en el campamento Francisco Villa,  el primer descubrimiento de una osamenta humana rodeada de utensilios ceremoniales, pedazos de barro entre otras piezas prehispánicas,  a raíz de esto se propone llevar a cabo un proyecto para la creación de un museo en la colonia.
En 1993 se formó una comisión investigadora conformada por un equipo de investigación, el cual se dio la tarea de localizar más piezas arqueológicas que los vecinos habían encontrado en sus casas y en otros lugares de la zona. Con el objetivo de resguardar estas piezas halladas durante las  diversas  etapas de construcción que tuvo la colonia  se construye el museo, siendo inaugurado en octubre de 1994.

## Exposiciones
El museo es pequeño y cuenta con 30 vitrinas de cristal, donde se alberga y exhibe permanentemente, piezas prehispánicas, piezas de cerámica, navajas de obsidiana, un pequeño malacate en el que destaca la figura de un mono bailando con una pluma en la mano, asociado a la cultura Náhuatl a las artes, danza y ciencia, entre su acervo también exhibe la osamenta humana de quien se presume es de un personaje prehispánico importante y un mural alusivo a la organización social Mexica.
El museo cuenta también con un patio para realizar eventos al aire libre y deportivos, además de aulas donde se llevan a cabo talleres y cursos.